# التهاب عنق الرحم
التهاب عنق الرحم (بالإنجليزية: Cervicitis)‏ هو التهاب عنق الرحم.
التهاب عنق الرحم لدى النساء له سمات مشتركة عديدة مع التهاب الإحليل لدى الرجال والكثير من الحالات سببها الأمراض المنقولة جنسياً. تشمل الأسباب غير المعدية لالتهاب عنق الرحم: اللولب، الحاجز المهبلي والحساسية لمبيدات النطاف أو العوازل الذكرية اللاتكسية.